# أليكس لونا
أليكس لونا (بالأوكرانية: Алекс Луна)‏ هو مغني أوكراني، ولد في 2 مارس 1986 في أوخوتسك ‏ في روسيا.

## وصلات خارجية
- الموقع الرسمي